# سالفيستر رييس
سالفيستر رييس (بالإنجليزية: Silvestre Reyes)‏ هو سياسي أمريكي، ولد في 10 نوفمبر 1944 في الولايات المتحدة. حزبياً، نشط في الحزب الديمقراطي.

## مناصب
- في انتخابات مجلس النواب الأمريكي 1996 [الإنجليزية]‏، انتخب عضو مجلس النواب الأمريكي عن دائرة الدائرة الكونغرسية السادسة عشر لتكساس [الإنجليزية]‏ وقد انضم خلال فترته النيابية [الإنجليزية]‏ (7 يناير 1997 – 3 يناير 1999)  للكتلة البرلمانية الحزب الديمقراطي.
- في انتخابات مجلس النواب الأمريكي 1998 [الإنجليزية]‏، انتخب عضو مجلس النواب الأمريكي عن دائرة الدائرة الكونغرسية السادسة عشر لتكساس [الإنجليزية]‏ وقد انضم خلال فترته النيابية (6 يناير 1999 – 3 يناير 2001)  للكتلة البرلمانية الحزب الديمقراطي.
- في انتخابات مجلس النواب الأمريكي 2000 [الإنجليزية]‏، انتخب عضو مجلس النواب الأمريكي عن دائرة الدائرة الكونغرسية السادسة عشر لتكساس [الإنجليزية]‏ وقد انضم خلال فترته النيابية [الإنجليزية]‏ (3 يناير 2001 – 3 يناير 2003)  للكتلة البرلمانية الحزب الديمقراطي.
- في انتخابات مجلس النواب الأمريكي 2002 [الإنجليزية]‏، انتخب عضو مجلس النواب الأمريكي عن دائرة الدائرة الكونغرسية السادسة عشر لتكساس [الإنجليزية]‏ وقد انضم خلال فترته النيابية [الإنجليزية]‏ (7 يناير 2003 – 3 يناير 2005)  للكتلة البرلمانية الحزب الديمقراطي.
- في انتخابات مجلس النواب الأمريكي 2004 [الإنجليزية]‏، انتخب عضو مجلس النواب الأمريكي عن دائرة الدائرة الكونغرسية السادسة عشر لتكساس [الإنجليزية]‏ وقد انضم خلال فترته النيابية [الإنجليزية]‏ (4 يناير 2005 – 3 يناير 2007)  للكتلة البرلمانية الحزب الديمقراطي.
- في انتخابات مجلس النواب الأمريكي 2006 [الإنجليزية]‏، انتخب عضو مجلس النواب الأمريكي عن دائرة الدائرة الكونغرسية السادسة عشر لتكساس [الإنجليزية]‏ وقد انضم خلال فترته النيابية [الإنجليزية]‏ (4 يناير 2007 – 3 يناير 2009)  للكتلة البرلمانية الحزب الديمقراطي.
- في انتخابات مجلس النواب الأمريكي 2008 [الإنجليزية]‏، انتخب عضو مجلس النواب الأمريكي عن دائرة الدائرة الكونغرسية السادسة عشر لتكساس [الإنجليزية]‏ وقد انضم خلال فترته النيابية [الإنجليزية]‏ (6 يناير 2009 – 3 يناير 2011)  للكتلة البرلمانية الحزب الديمقراطي.
- في انتخابات مجلس النواب الأمريكي 2010 [الإنجليزية]‏، انتخب عضو مجلس النواب الأمريكي عن دائرة الدائرة الكونغرسية السادسة عشر لتكساس [الإنجليزية]‏ وقد انضم خلال فترته النيابية [الإنجليزية]‏ (5 يناير 2011 – 3 يناير 2013)  للكتلة البرلمانية الحزب الديمقراطي.
- انتخب عضو  [لغات أخرى]‏ (1968 – 1969).
- انتخب دائرة الهجرة والتجنيس [الإنجليزية]‏ (1969 – 1995).
- انتخب عضو مجلس النواب الأمريكي وقد انضم خلال فترته النيابية (3 يناير 1997 – 3 يناير 2013)  للكتلة البرلمانية الحزب الديمقراطي.